# Многоцелевая авиационно-космическая система
Многоцелева́я авиацио́нно-косми́ческая систе́ма (МАКС) — проект использующего метод воздушного старта двухступенчатого комплекса космического назначения, который состоит из самолёта-носителя (Ан-225 «Мрия») и орбитального космического корабля-ракетоплана (космоплана), называемого орбитальным самолётом. Орбитальный ракетоплан может быть как пилотируемым, так и беспилотным. В первом случае он устанавливается вместе с одноразовым внешним топливным баком. Во втором — баки с компонентами горючего и окислителя размещаются внутри ракетоплана. Вариант системы допускает также установку вместо многоразового орбитального самолёта одноразовой грузовой ракетной ступени с криогенными компонентами горючего и окислителя.

## История
Разработка проекта (код разработки — 9А-1048) велась в НПО «Молния» с начала 1980-х годов под руководством Г. Е. Лозино-Лозинского. Широкой общественности проект был представлен в конце 1980-х гг. При полномасштабном разворачивании работ проект мог быть реализован до стадии начала лётных испытаний уже в 1988 г.
Вместо первой ступени обыкновенной ракеты в проекте используется сверхтяжёлый самолёт Ан-225; точнее, на базе Ан-225 предполагалась разработка его нового варианта — Ан-325.
Вторая ступень может быть выполнена в трех вариантах:
1. МАКС-ОС-П — базовый вариант с пилотируемым орбитальным самолётом (ракетопланом) и одноразовым баком;
2. МАКС-М — беспилотный транспортный вариант с полностью многоразовым орбитальным самолётом (ракетопланом);
3. МАКС-Т — беспилотный транспортный вариант с одноразовой ракетной второй ступенью.

В вариантах с ракетопланом полезный груз на низкую орбиту составляет 7 тонн, с одноразовой ракетной ступенью — 18 тонн. Стартовая масса системы — 275 тонн.
Основное назначение многоцелевой системы — доставка грузов и экипажей на орбиту, в том числе на орбитальные станции. МАКС может также использоваться (в том числе оперативно ввиду отсутствия привязки к космодрому и возможности запусков в разных направлениях) для аварийного спасения экипажей космических объектов, для ремонтно-аварийно-технических работ, научных экспериментов, организации производств на орбите, в гражданских и военных целях наземной разведки, экологического и космического контроля.
При разработке проекта использовался опыт НПО «Молния» и результаты работ по проекту АКС «Спираль» и экспериментальному беспилотному орбитальному ракетоплану БОР-4. Компоновка базового варианта системы МАКС близка к таковой у системы «Спираль», только вместо гиперзвукового используется обычный самолёт-носитель, а вместо ракетной ступени используются двигатели на самом орбитальном ракетоплане.
Важным преимуществом этой системы воздушного старта является отсутствие необходимости в космодроме. «Система базируется на обычных аэродромах 1-го класса, дооборудованных необходимыми для МАКС средствами заправки компонентами топлива, наземного технического и посадочного комплекса и вписывается, в основном, в существующие средства наземного комплекса управления космическими системами».
К преимуществам проекта МАКС можно также отнести бо́льшую экологическую чистоту за счёт применения менее токсичного топлива в разработанном многорежимном трёхкомпонентном двигателе РД-701 керосин/водород+кислород).
В рамках инициативных работ НПО «Молния» по проекту созданы меньшие и полномасштабные габаритно-весовой макет внешнего топливного бака, габаритно-весовой и технологический макеты космоплана. Реализация проекта по-прежнему возможна при наличии инвесторов.
Проект «МАКС» получил золотую медаль (с отличием) и специальный приз премьер-министра Бельгии в 1994 году в Брюсселе на Всемирном салоне изобретений, научных исследований и промышленных инноваций «Брюссель-Эврика-94».

### Возобновление проекта
Развитие идея получает в 2012 году. Российские аэрокосмические предприятия НПО «Молния» и Экспериментальный машиностроительный завод имени В. М. Мясищева разрабатывают аэрокосмические системы для осуществления суборбитальных туристических полётов и выведение на орбиту коммерческих спутников, говорится в материалах к докладу специалистов предприятий, имеющихся в распоряжении РИА Новости.
Суборбитальные аэрокосмические системы разрабатываются на базе дозвуковых самолётов-носителей — высотного самолёта М-55 «Геофизика» и самолёта-транспортировщика ЗМ-Т (ЗМ-Т ранее применялся для воздушной транспортировки многоразового орбитального корабля «Буран» и элементов ракеты-носителя «Энергия»). По замыслу специалистов, крылатый космический аппарат будет стартовать с самолёта-носителя и разгоняться с помощью твердотопливного ракетного ускорителя до скорости 1000—1200 метров в секунду, достигая высоты полёта 105—120 километров.
«Космические туристы смогут испытать состояние невесомости в течение 3—5 минут и могут наблюдать поверхность Земли через иллюминаторы с высоты космического полёта. После входа в плотные слои атмосферы космический аппарат выполняет планирующий спуск и посадку на полосу аэродрома», — говорится в материалах. В зависимости от типа самолёта-носителя количество пассажиров может варьироваться от 4 до 14. Предполагается также разработать вариант воздушного старта для доставки на орбиту малых коммерческих спутников. По мнению специалистов, одно из возможных решений этой задачи — размещение полезного груза (спутника с небольшим разгонным блоком) внутри пассажирского отсека.